# Zataria
Zataria là một chi thực vật có hoa trong họ Hoa môi (Lamiaceae).

## Loài
Chi Zataria gồm các loài: